# Netria viridescens
Netria viridescens is een vlinder uit de familie van de tandvlinders (Notodontidae). De wetenschappelijke naam is gepubliceerd in 1855 door Walker.